# Rhyacophila kyimdongpa
Rhyacophila kyimdongpa är en nattsländeart som beskrevs av Schmid 1970. Rhyacophila kyimdongpa ingår i släktet Rhyacophila och familjen rovnattsländor. Inga underarter finns listade i Catalogue of Life.